# Jadwiga Nowakowska-Boryta

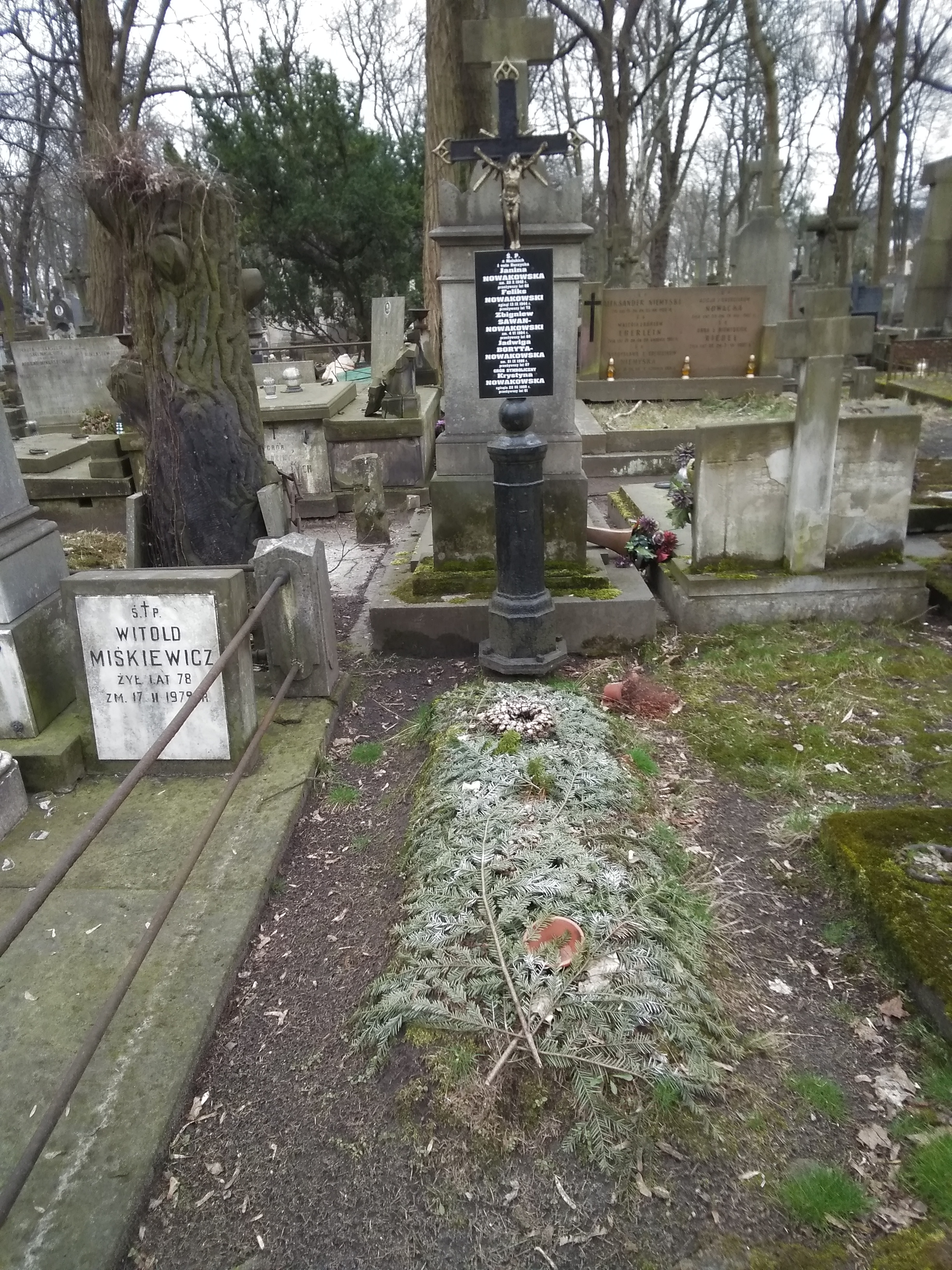
Grób rodzinny Jadwigi Boryty Nowakowskiej na cmentarzu Powązkowskim w Warszawie

Jadwiga Boryta-Nowakowska (ur. 17 lipca 1908 w Woskriesieniowce w guberni kurskiej, zm. 21 września 1995 w Warszawie) – polska aktorka teatralna i filmowa, działaczka społeczna.

## Życiorys
Urodziła się w rodzinie Feliksa (zm. 1944) i Janiny z Molskich primo voto Durzyckiej (zm. 1940). Siostra Zbigniewa Nowakowskiego-Sawana, aktora i reżysera. Po rewolucji październikowej razem z rodziną przeniosła się do Warszawy. W latach 1919–1920 występowała w warszawskich teatrach Polski i Bagatela. Wyjechała do Słonima, gdzie w 1925 ukończyła seminarium nauczycielskie prowadzone przez Zgromadzenie Sióstr Niepokalanek. W dwudziestoleciu międzywojennym występowała w filmach jako Jaga Boryta. W 1929 razem z bratem oraz Michałem Waszyńskim, Jerzym Marrem i Marią Bogdą weszła w skład Zjednoczenia Artystów Filmowych, które z kapitałem firmy Lux miało produkować własne filmy (jedyny ukończony film Pod banderą miłości). Podjęła studia aktorskie w Państwowym Instytucie Sztuki Teatralnej. W roku 1937 zdała egzamin i zaczęła występować w Teatrze Miejskim w Łodzi, a następnie w Teatrze Malickiej.
W czasie II wojny światowej brała udział w konspiracji - w wywiadzie ofensywnym AK na tyłach armii niemieckiej. Pracując oficjalnie jako manikiurzystka obserwowała węzeł kolejowy i przekazywała meldunki dotyczące ruchów wojsk niemieckich na Ukrainie. Podczas powstania warszawskiego była sanitariuszką na Pradze.
Po wojnie prowadziła Wydział Grobownictwa Polskiego Czerwonego Krzyża, zajmowała się m.in. ustalaniem tożsamości zamordowanych w czasie wojny, wraz z lokalnym księdzem w 1946 zainicjowała ekshumacje w Palmirach. Brała w tych i innych ekshumacjach bezpośredni udział motywowana potrzebą ustalenia tożsamości zamordowanych i przekazania informacji ich rodzinom. Współpracowała wtedy z Władysławem Bartoszewskim. Po przeżyciach związanych z tą działalnością wstąpiła do zakonu sióstr Niepokalanek, z którego jednak odeszła przed ślubami wieczystymi. W 1948 wyjechała do Szczecina i wróciła do aktorstwa. Występowała w Państwowym Teatrze Polskim, którego dyrektorem był jej brat. Na początku lat 50. ponownie zamieszkała w Warszawie. Występowała m.in. w Teatrze Ateneum i Teatrze Domu Wojska Polskiego, była także sekretarzem Teatru Nowego w Warszawie. W połowie lat 60. związała się z Teatrem Komedia, gdzie pracowała jako inspicjentka. W latach 70. zagrała kilka epizodycznych ról w filmach.
Była radną żoliborskiej Rady Narodowej. Napisała wspomnienia pod tytułem „A chciałam być tylko aktorką”.
Zmarła w Warszawie, spoczywa w grobie rodzinnym na cmentarzu Powązkowskim w Warszawie (kwatera C-6-20).

## Filmografia
- 1928: Przedwiośnie jako Wanda
- 1928: Huragan
- 1929: Pod banderą miłości jako kobieta - szpieg
- 1933: Przybłęda jako Horpyna, żona Dmetra
- 1965: Głos ma prokurator
- 1970: Pejzaż z bohaterem jako lekarka badająca Piotrowskiego
- 1974: Zapamiętaj imię swoje
- 1976: Hasło
- 1983: Pastorale Heroica jako kobieta wiejska